# Aneides flavipunctatus
Aneides flavipunctatus är en groddjursart som först beskrevs av Strauch 1870.  Aneides flavipunctatus ingår i släktet Aneides och familjen lunglösa salamandrar. IUCN kategoriserar arten globalt som nära hotad.

## Underarter
Arten delas in i följande underarter:
- A. f. flavipunctatus
- A. f. niger

## Bildgalleri

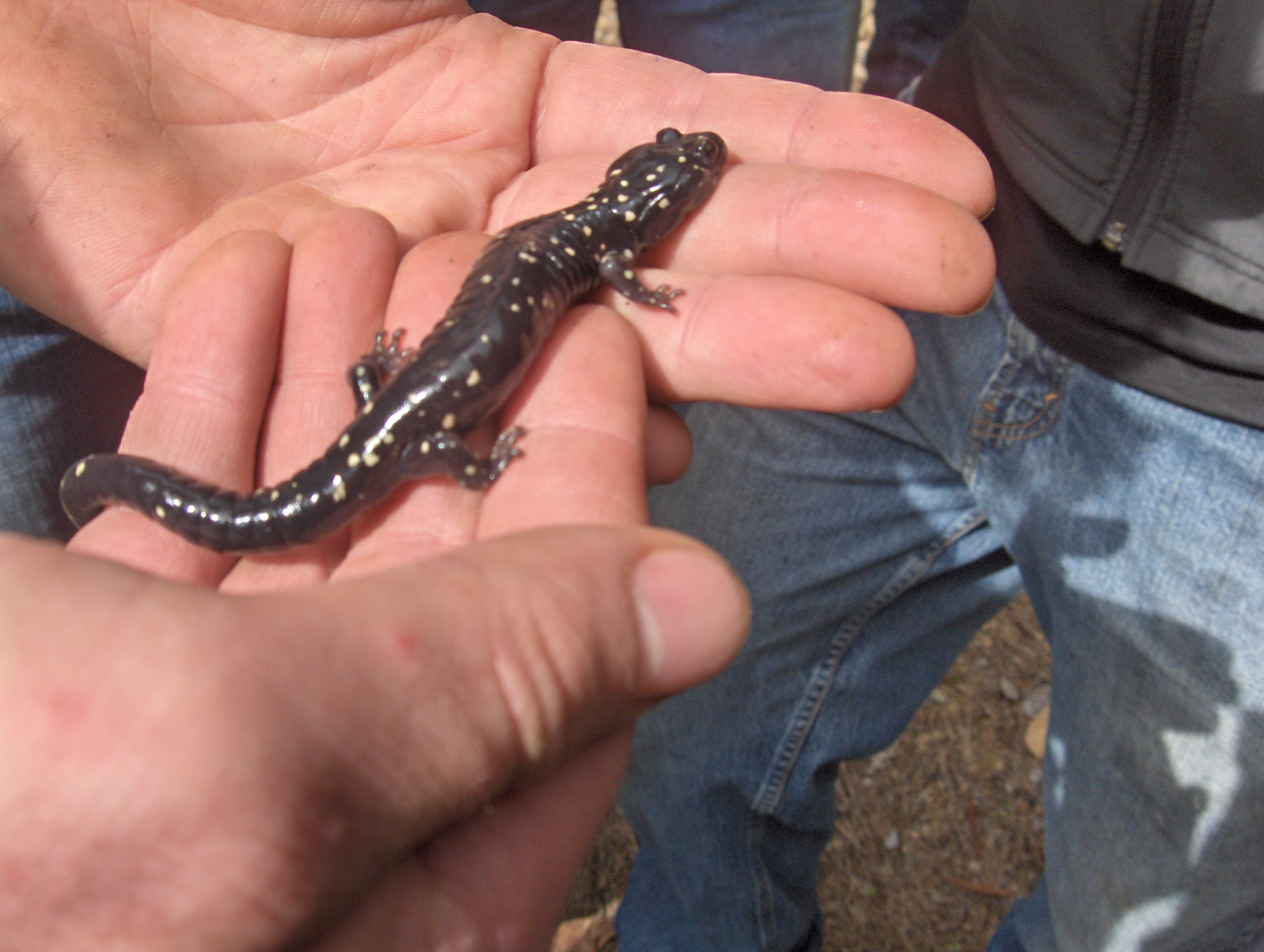